# Ambica
Ambica (Ἄμβικα) era un'antica cittadella (χωρίον) della Sicilia situata su una collina la cui collocazione è tutt'ora ignota. Viene menzionata da Diodoro Siculo nell'ambito della battaglia di Torgio, che fu combattuta tra le forze agatoclee e gli oligarchici esuli siracusani capitanati da Dinocrate. Vi si rifugiarono i cavalieri dell'armata di Dinocrate dopo essere stati sconfitti da Agatocle, nel 304 a.C.
Corcia la colloca presso il territorio dell'odierna Caltavuturo.